# Epiroc
Epiroc AB er en svensk producent af entreprenørmaskiner og udstyr til minedrift. Selskabet blev i 2018 fraskilt Atlas Copco og børsnoteret på Stockholmsbörsen. Epiroc har hovedkontor i Stockholm. I Sverige har de fabriker i  Örebro, Fagersta og Kalmar.